# Krasnogorsk
Krasnogorsk (del ruso: Красного́рск) es una localidad del óblast de Moscú, en Rusia. Se ubica en el límite noroeste de Moscú, a orillas del río Moscova.
La localidad es conocida por albergar el Club de Campo de Moscú en Najábino, y la compañía Krasnogorski Zavod, que produjo las cámaras Zorki, Zenit y Krasnogorsk hasta principios de los noventa. 

## Historia
En 1932, en lo que hoy es Krasnogorsk, se estableció un asentamiento de tipo urbano. En 1940 obtuvo el estatus de gorod (ciudad). El nombre de la localidad se traduce literalmente como “montaña roja”. En los años cuarenta del siglo XX, la Escuela Central Antifascista, a la que asistían muchos comunistas extranjeros, estuvo localizada en Krasnogórsk. Después de la Segunda Guerra Mundial, científicos alemanes que participaron en la producción de cohetes V2, fueron capturados por el Ejército rojo y restablecidos aquí con sus familias. 
En el año 2000 fueron trasladadas las oficinas de gobierno distrital. Esto creó confusión en los medios de comunicación, pues se pensó que Krasnogórsk se convertiría en la capital del óblast de Moscú. No obstante, el debate finalizó en noviembre del 2009, cuando se mantiene el estatus de Moscú como la capital de óblast.

## Evolución demográfica
| Censo | 1939 | 1959 | 1967 | 1973 | 1979 | 1986 | 1992 | 1998 | 2001 | 2003 | 2006 | 2007 | 2009  | 2010  |
| Pob.  | 18,0 | 35,2 | 50,0 | 67,0 | 77,4 | 87,0 | 91,7 | 91,0 | 90,2 | 92,5 | 98,8 | 98,9 | 100,9 | 104,2 |

## Ciudades hermanadas
- Goirle - Holanda
- Höchstadt - Alemania
- Plungė - Lituania
- Slivnitsa - Bulgaria
- Tukums - Letonia
- Wągrowiec - Polonia